# متلازمة ريت
متلازمة ريت (بالإنجليزية: Rett Syndrome)‏، مرض وراثي نادر يسبب اضطرابات شاملة في النمو ويؤثر بشدة على دماغ المصاب حيث يفقده القدرة علي الاحتفاظ بما اكتسبه وتعلمه من خبرات ومهارات كالسير والنطق، وكثيراً ما تصاحبها درجة من درجات التخلف العقلي بالإضافة إلي ما تسببه من إعاقات حركية أو إعاقة تواصل ونوبات صرعية. ويتعلق المرض بالتوحد. ويبدو الأطفال الصغار المصابين بمتلازمة ريت في حالة نمو وتطور طبيعيين في بداية الأمر؛ ولكنهم يتوقفون عن النمو في مرحلة بين الشهر الثالث والسنة الثالثة.
وهي إعاقة تصيب الإناث من الأطفال فقط. وتبدأ أعراضها في الظهور بعد الأشهر الستة أو الثانية عشر الأولي من عمرها ويعتقد العديد من الباحثين أنها ذات أساس وراثي له علاقة بالكروموسوم ×.

## السبب
من الناحية الوراثية، تحدث متلازمة ريت نتيجة طفرات في الجين MECP2 الموجود على الكروموسوم إكس (الذي يشارك في إسكات النسخ والتنظيم فوق الجيني للحمض النووي الريبوزي منقوص الأكسجين المميثل). قد يحدث التحور نتيجة طفرات معزولة أو بسبب طفرات في الخط الإنتاشي. كذلك، وجد الباحثون طفرات في الجين CDKL5 أو FOXG1 في أقل من 10% من الحالات. مبدئيًا، تشخص متلازمة ريت اعتمادًا على الملاحظة السريرية، ولكن يصبح التشخيص حاسم بوجود خلل مثبت في الجين MECP2. 
يدعم البعض تصنيف متلازمة ريت ضمن الأمراض العصبية النمائية وليس العصبية التنكسية. وكدليل على ذلك، لم تظهر الفئران المعدلة لتصاب بمتلازمة ريت أي دليل على الموت العصبي، واقترحت بعض الدراسات إمكانية تعديل الأنماط الظاهرية جزئيًا بإضافة جين MECP2 وظيفي عندما تصبح الفئران بالغة. ساعدت هذه المعلومات أيضًا في إجراء المزيد من الدراسات التي تهدف إلى علاج الاضطراب.

### طفرات معزولة
في 95% على الأقل من الحالات، يكون السبب طفرة جديدة لدى الطفل لم يرثها من والديه. بشكل عام، يكون الوالدان طبيعيين وراثيًا؛ أي لا يحملان طفرات في الجين MECP2.
في متلازمة ريت الناجمة عن طفرات معزولة، يعتقد أن الشكل المتحور من الجين MECP2 ينجم بشكل حصري تقريبًا من طفرة جديدة في النسخة الذكورية من الكروموسوم إكس. لغاية اليوم، لم يعرف الباحثون سبب تحور الحيوانات المنوية، ويعتبر هذا الشكل من الطفرات نادر عمومًا.

### طفرات الخط الإنتاشي
قد يرث المصابون الجين المتحور من أمهات طبيعيات ظاهريًا ولكنهن حاملات لطفرة في الخط الإنتاشي للجين MECP2. في هذه الحالات، تتبع الوراثة نمطًا سائدًا مرتبطًا بالكروموسوم إكس، وتصيب بشكل حصري تقريبًا الإناث؛ إذ يموت معظم الذكور في الرحم أو بعد الولادة بفترة قصيرة. يقع الجين MECP2 بالقرب من نهاية الذراع الطويلة للكروموسوم إكس ضمن الحزمة 28. يتظاهر شكل غير نمطي من متلازمة ريت بتشنجات طفلية أو صرع مبكر. يحدث هذا الشكل بسبب طفرة في الجين المشفر للبروتين شبيه الكيناز المعتمد على السيكلين- 5. وفي مقال عن الاضطرابات الجينية بعنوان: الاضطرابات المعقدة وحيدة الجين والصرع، كتبت آين ميرويك ومارغريت أوبراين ونورمان ديلانتي: «تؤثر متلازمة ريت على مولودة واحدة من كل 12500 مولودة حية بعمر 12 عام».

## التشخيص
قبل اكتشاف السبب الجيني، صنفت متلازمة ريت في الدليل التشخيصي والإحصائي للاضطرابات النفسية كاضطراب نمائي شامل إلى جانب اضطرابات طيف التوحد. لم يوافق البعض على هذا التصنيف القاطع بسبب تقليد متلازمة ريت للاضطرابات غير التوحدية، كمتلازمة الكروموسوم إكس الهش أو التصلب الحدبي أو متلازمة داون. بعد أن أثبتت الأبحاث الآلية الجزيئية، في عام 2013، أزال الدليل التشخيصي والإحصائي للاضطرابات النفسية (الطبعة الخامسة) المتلازمة تمامًا من قائمة الاضطرابات النفسية.
يتضمن تشخيص متلازمة ريت المراقبة الدقيقة لنمو الطفل وتطوره؛ لملاحظة أي تشوهات تتعلق بمراحل النمو. يؤخذ التشخيص بعين الاعتبار عند تراجع نمو الرأس. ومع ذلك، يجب أولًا استبعاد الحالات التي تملك أعراض مشابهة.
يجب تحقيق معايير معينة لوضع التشخيص النهائي. قد يثبت اختبار دموي طفرات الجين MECP2 أو ينفيها. مع ذلك، قد تكون هذه الطفرات موجودة في حالات أخرى أيضًا.
للتشخيص التقليدي، يجب استيفاء جميع المعايير الأربعة للتشخيص، وكذلك الأمر بالنسبة لمعياري الاستبعاد. قد تكون المعايير الداعمة موجودة أيضًا، ولكنها ليست مطلوبة للتشخيص. بالنسبة للتشخيص غير النمطي، يجب استيفاء معيارين على الأقل من المعايير الأربعة للحكم في التشخيص، بالإضافة إلى خمسة من المعايير الداعمة الأحد عشر. يجب أن تمر فترة تتراجع فيها الأعراض تتبعها فترة تعافي أو استقرار. غالبًا ما يشخص الأطفال خطًا على أنهم مصابون بالتوحد أو الشلل الدماغي أو أي شكل آخر من أشكال تأخر النمو. لا يعتبر الاختبار الإيجابي لطفرة MECP2 كافيًا لوضع التشخيص.

## الأعراض
• فقد القدرة على الكلام
• فقد الحركات اليدوية، كمنعكس القبض مثلاً
• ظهور حركات لا إرادية، مثل لوي اليد
• مشاكل في التوازن
• مشاكل تنفسية
• مشاكل سلوكية
• مشاكل في التعلم أو تخلف عقلي
• فقدان لوظائف عضلات الجسم و العجز عن أداء الأنشطة المختلفة دون حدوث قصور كثر في القدرة علي الانتباه أو في التفاعل الاجتماعي أو تلاقي العيون وتستمر هذه المرحلة عشر سنوات أو أكثر تزداد خلالها سرعة التدهور في القدرة علي الحركة وتزداد العضلات اضطراباُ متحولة من المرونة إلي حركات تشنجية ثم إلي حالة تصلب فتحتاج إلي كرسي متحرك وتظل القدرة علي التخاطب والتواصل الاجتماعي في الهبوط حتي تصل إلي ما يقارب عمر طفل في الأشهر الستة الأولي من عمرة.
• تأخر وبطء تدريجي خفيف في النمو بعد مرحلة نمو طبيعي قد تستمر من 6 أو 8 إلي 18 شهراً بعد الولادة وذلك في صورة تختلف في التخاطب والتناسق الحركي.
•تدهور في حالة الطفلة المصابة و فقدان معظم ما كانت قد اكتسبته من مهارات, وكذلك نسيان ما تعلمته من خلال عملية التطبيع الاجتماعي أ, التفاعل مع المحيطين بها من أفراد أسرتها وأقرانها كما تفقد تدريجياً حصيلتها اللغوية وقدرتها علي التخاطب وتستمر هذه المرحلة حوالي 12 شهراً.
•قصور في حركه الأيدي واضطراب في التنفس مع تدهور أسرع في القدرات الحركية واتخاذ أوضاع غير عادية للجسم وبصفة خاصة في الرقبة والرأس والمشي الذي غالباً ما يتوقف كلية وتستغرق هذه المرحلة ما بين 10 , 20 شهراً.

## العلاج
عادة لا تشفى الطفلة المصابة بمتلازمة ريت, ولكن العلاج يكون معالجة بعض الأعراض بالأدوية والجراحة والمعالجة الكلامية والفيزيائية. و تستمر المعالجة مدة فترة حياتهم.

## المعالجة البديلة
بما أنَّ متلازمةَ ريت هي اضطراب شديد غير قابل للشفاء، فقد يبحث الأهل عن معالجات مكمِّلة وبديلة. وهدف هذه المعالجات هو تحسين نوعية حياة الطفل المريض. من الأمثلة على المعالجات التي تمت تجربتها على الأطفال المصابين بمتلازمة ريت:
•	العلاج عن طريق الوخز بالإبر.
•	المعالجة اليدوية.
•	إرخاء اللفافة العضلية، وهو معالجة عن طريق التدليك تساعد في إرخاء العضلات والمفاصل المتيبسة.
•	اليوغا، وهي أسلوبٌ يعتمد على التمارين الرياضية والتأمل من أجل تحقيق التوازن في الجسم والعقل.
•	المعالجة بمساعدة الحيوانات.
•	التدريب على التكامل السمعي، وهو يستخدم الترددات الصوتية من أجل معالجة مشكلات الكلام واللغة.
•	المعالجة بالموسيقى.
•	المعالجة المائية، وهي تشتمل على استخدام السباحة أو الحركة بالماء.
لا توجد أدلَّةٌ كثيرة على أنَّ هذه الأساليب في المعالجة فعَّالة حقيقةً. لكنَّ أسرَ بعض الأطفال المرضى تقول إنها أعطت نتائج جيدة؛ فإذا ظن أهل الطفل المريض أن هذه الأشكال من المعالجة يمكن أن تكون مفيدة، فإن عليهم استشارة الطبيب لمعرفة فوائدها المحتملة.

## وصلات خارجية
- Rett Syndrome at إي ميديسين
- Curing Rett Syndrome: How Do We Get There?
- International Rett Syndrome Foundation
- Cure Rett
- Rett UK
- Rett Syndrome Research Trust UK
- rett على موقع المعهد الوطني للاضطرابات العصبية والسكتة الدماغية (NINDS)
- Rett.com Information and inspiration for the Rett syndrome community
- Girl Power 2 Cure - Girls Helping Girls Cure Rett Syndrome
- Rett Girl

http://www.rettsyndromesouthafrica.com